# Бретну
Бретну (фр. Bretenoux) насеље је и општина у јужној Француској у региону Миди Пирене, у департману Лот која припада префектури Фижак.
По подацима из 2011. године у општини је живело 1353 становника, а густина насељености је износила 237,79 становника/km². Општина се простире на површини од 5,69 km². Налази се на средњој надморској висини од 136 метара (максималној 245 m, а минималној 129 m).

## Демографија
| 1962. | 1968. | 1975. | 1982. | 1990. | 1999. | 2011. |
| ----- | ----- | ----- | ----- | ----- | ----- | ----- |
| 931   | 1.071 | 1.115 | 1.213 | 1.211 | 1.231 | 1.353 |

График промене броја становника у току последњих година